# 하이 라이프 (2009년 영화)
하이 라이프(High Life)는 캐나다에서 제작된 게리 예이츠 감독의 2009년 코미디, 범죄 영화이다. 티모시 올리펀트 등이 주연으로 출연하였고 게리 예이츠 등이 제작에 참여하였다.

## 출연

### 주연
- 티모시 올리펀트
- 스티븐 에릭 맥킨타이어

### 조연
- 로지프 서덜랜드
- 조 앤더슨
- 마이크 벨
- 사라 콘스티블
- 리 엔스
- 아론 휴즈
- 수잔 켈소
- 브리터니 스코비
- 고든 태너
- 켈리 울프먼
- 윌 워이토위치
- 존 테드 윈
- 트레이시 비머

## 제작진
- 공동제작: 애비 페더그린
- 미술: 딘느 로드
- 의상: 모린 페트코
- 배역: 헤이디 르빗